# Xanthoceras sorbifolium
Xanthoceras sorbifolium (cuerno amarillo ,  castaño o castañito chino florido o castañita china) es una especie de árbol perteneciente a la familia Sapindaceae, natural de China, única especie del género Xanthoceras.

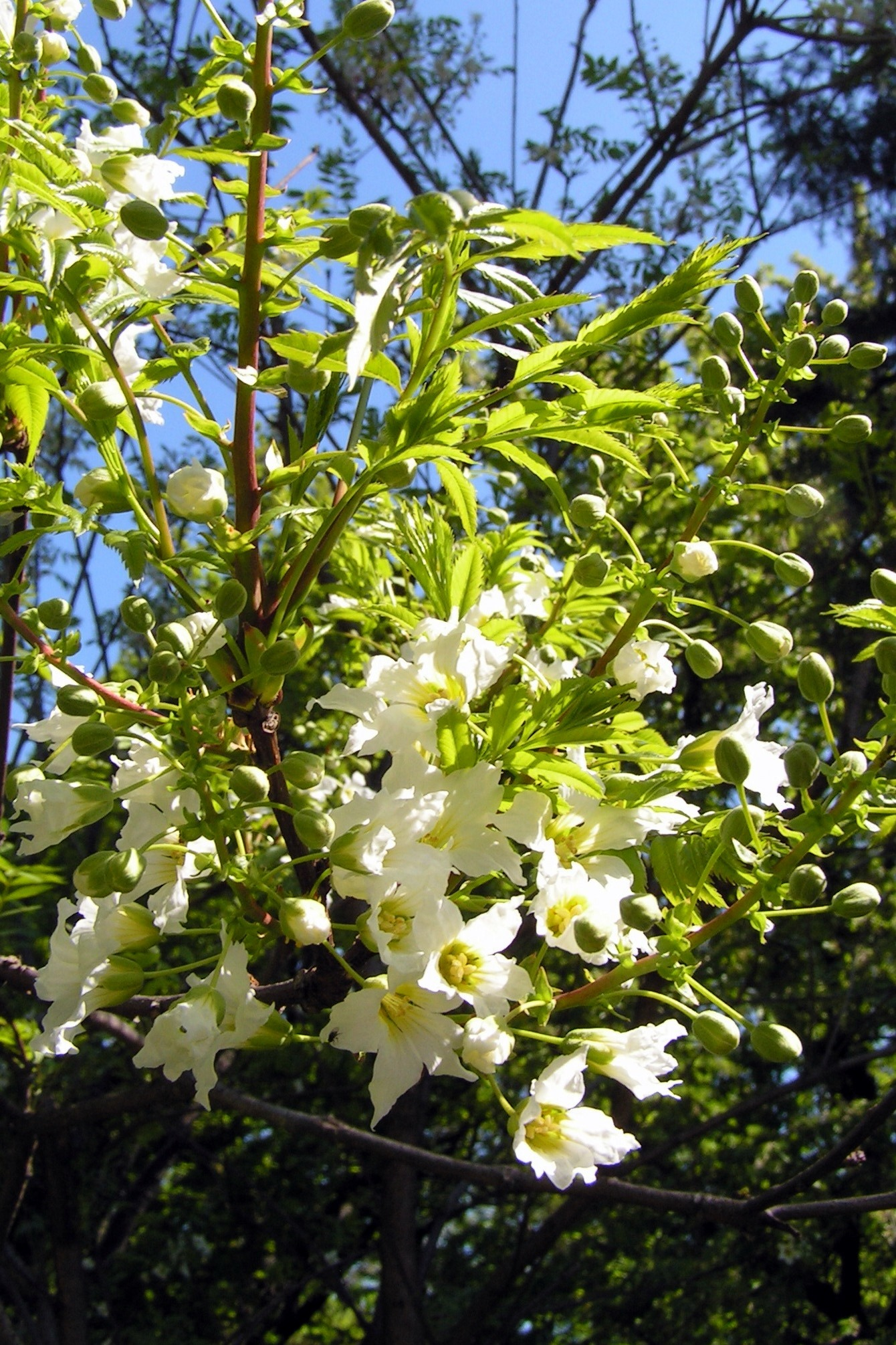
Floración

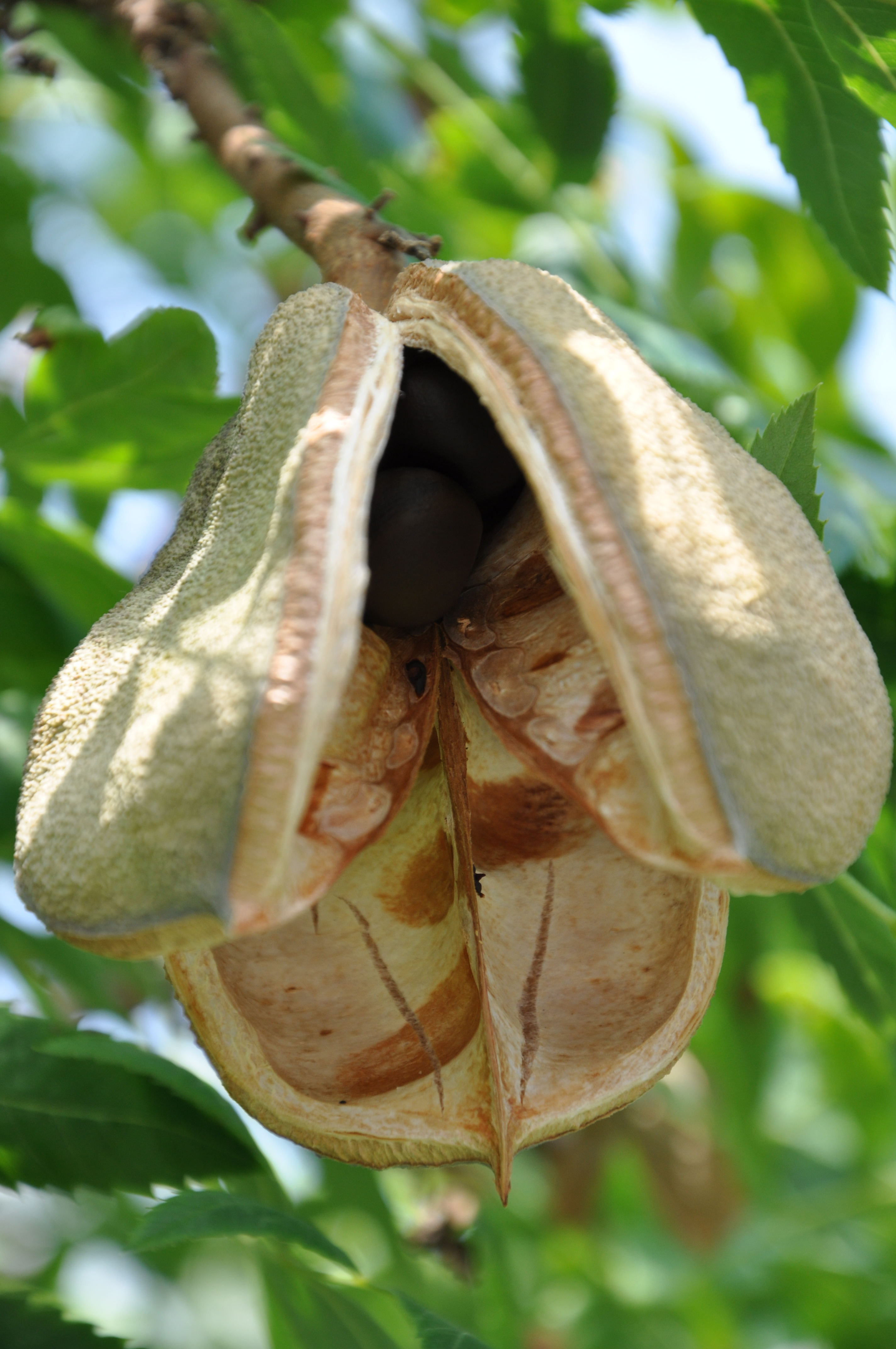
Semillas

## Descripción
Este arbusto leñoso  de hojas caducas puede llegar a medir hasta 6 m de altura. Es nativo del norte de China. Sus flores son blancas y hermafroditas. Las flores blancas y fragantes miden de 2 a 3 cm de diámetro con cinco sépalos entrelazados, cinco pétalos blancos, rojo violáceo o amarillo en la base y un disco con cinco lóbulos (que se alternan con los pétalos).
El fruto es una cápsula coriácea ovalada de 5 a 6 cm de diámetro, que se divide en tres secciones en la madurez para liberar las 6 a 18 semillas comestibles; las semillas son negras, de 1,5 cm de diámetro, parecidas a una pequeña semilla de los castaños de Indias.
Es una especie resistente, puede tolerar temperaturas de hasta -20 °C. Aprecia las exposiciones cálidas y soleadas.

## Usos
Especie ornamental y comestible. Se cultiva en Europa en climas templados, principalmente por sus cualidades ornamentales, ya que su floración a finales de primavera y principios de verano produce fragantes flores blancas teñidas de rojo rosado en el interior. Al tener  un largo período de floración, con flores fragantes con un alto contenido de néctar; como flora apícola es una fuente de néctar de alta calidad para las abejas a principios de la primavera.
Las flores, hojas y semillas son comestibles; las hojas y flores se utilizan para preparaciones 
de ensaladas, y las semillas por lo general se hierven para su consumo. Tanto la pulpa como el corazón se pueden comer crudos o utilizar como ingrediente para cocinar.
La semilla es aproximadamente del tamaño de un guisante, es comestible; presentando este fruto seco un sabor bastante dulce, parecido a una castaña dulce. Para su consumo, la semilla al igual 
que la de la castaña, para ser consumida, debe ser previamente cocinada. Para su consumo tradicionalmente se descascara, se muele y el polvo se hierve e igualmente se pueden preparar bebidas proteicas con semillas maduras. Igualmente sus semillas pueden ser extraídas del fruto inmaduro para ser peladas y utilizadas de forma similar a las arvejas en distintas preparaciones.
Las semillas igualmente son ricas en aceite, y se utilizan en la alimentación y la industria. El aceite extraído es rico en ácidos grasos insaturados, particularmente ácido oleico y linoleico, lo que lo hace saludable para el consumo. Este aceite se puede utilizar en la cocina de manera similar al aceite de oliva o de nuez. Antiguamente, la población extraía aceite de las semillas para hacer combustible para linternas budistas.
En la medicina tradicional china, las hojas se utilizan para preparar infusiones con fines medicinales. Este té se consume principalmente por sus posibles efectos beneficiosos para la salud, como mejorar la circulación sanguínea, reducir la inflamación y actuar como antioxidante. Así, en la medicina popular, se usan para tratar dolencias menores como el dolor de cabeza o problemas digestivos.

Es una especie preferida para la forestación de montañas áridas en China. Se utiliza para la protección contra el viento y la fijación de arena, la gestión de pequeñas cuencas hidrográficas y la lucha contra la desertificación.